# Marchantiaceae
As Marchantiaceae são uma família dentro da superdivisão Bryophyta, que compreende as plantas terrestres avasculares – briófitas. As características das briófitas que permitem sua diferenciação são ausência de vasos condutores (xilema e floema) e ciclo de vida com alternância de gerações heteromórfica, com gametófito maior e duradouro e esporófito diminuto e temporário. São classificadas em 3 filos: Marchantiophyta (hepáticas), Bryophyta (musgos) e Anthocerophyta (antóceros).
O filo Marchantiophyta é conhecido como filo das hepáticas, e compreende plantas pequenas, que vivem em ambientes úmidos e sombreados, assim como em solos queimados. Dentro deste filo está contida a família Marchantiaceae, cujo gênero tipo é Marchantia.

## Morfologia
São plantas do tipo talosa, que se mantém aderidas a superfície do substrato e possuem ramificação dicotômica. O talo possui uma face dorsal fotossintetizante e uma face ventral pouco pigmentada. A porção fotossintetizante do talo é apresentada como areolada, com o interior formado por câmaras e um poro central sem células guarda verdadeiras. Este poro é utilizado para absorção de CO₂ e trocas gasosas.

## Reprodução e Ciclo de Vida
A reprodução assexuada ocorre por meio da formação de gemas em conceptáculos. Os conceptáculos são estruturas de reprodução especializadas que produzem as gemas. As gemas são geralmente dispersas pela água e podem dar origem a um novo organismo. Já a reprodução sexuada ocorre com alternância de gerações heteromórfica, com presença de um gametófito haploide e esporófito diploide. Os esporângios consistem em uma base, um ramo/ seta e uma cápsula. Dentro dessas capsulas estão contidos esporos haploides com elatérios, estruturas que funcionam como catapultas e auxiliam na dispersão dos esporos. Os gametas, também haploides, serão produzidos em gametângios heteromorfos, sendo o masculino, anteridióforo, com o topo em forma de disco e o feminino, arquegonióforo, com o topo em forma de guarda-chuvas.

## Diversidade no Brasil

### Diversidade de Espécies
As espécies encontradas no Brasil são: Marchantia berteroana (Lehm. & Lindenb), Marchantia breviloba (A.Evans), Marchantia chenopoda (L.), Marchantia paleacea (Bert), Marchantia papillata (Raddi) e Marchantia polymorpha (L.).

### Domínios e Estados de Ocorrência no Brasil
No Brasil é confirmado que a família Marchantiaceae é encontrada no Sul, Sudeste, Centro-Oeste e Norte, com representantes do gênero Marchantia. Os domínios de ocorrência são Amazônia, Cerrado, Mata Atlântica, Pantanal, podendo ser encontradas em vegetações como área antrópica, campo limpo, cerrado (lato sensu), floresta ciliar ou galeria, floresta de terra firme, floresta ombrófila e floresta ombrófila mista.

## Relações Filogenéticas
Estudos moleculares recentes indicam mudanças taxonômicas dentro da família Marchantiaceae. A família, que anteriormente continha 5 gêneros (Bucegia, Dumortiera, Marchantia, Neohodgsonia e Preissia), foi reformulada. Os gêneros Dumortiera e Neohodgsonia foram excluídos da família, sobrando apenas Marchantia, Bucegia e Preissia. Após tais modificações, um novo estudo, conduzido por Villarreal et al (2015) define Marchantia como único gênero monofilético, com Bucegia e Preissia sendo sinônimos genéricos.

## Diversidade Taxonômica

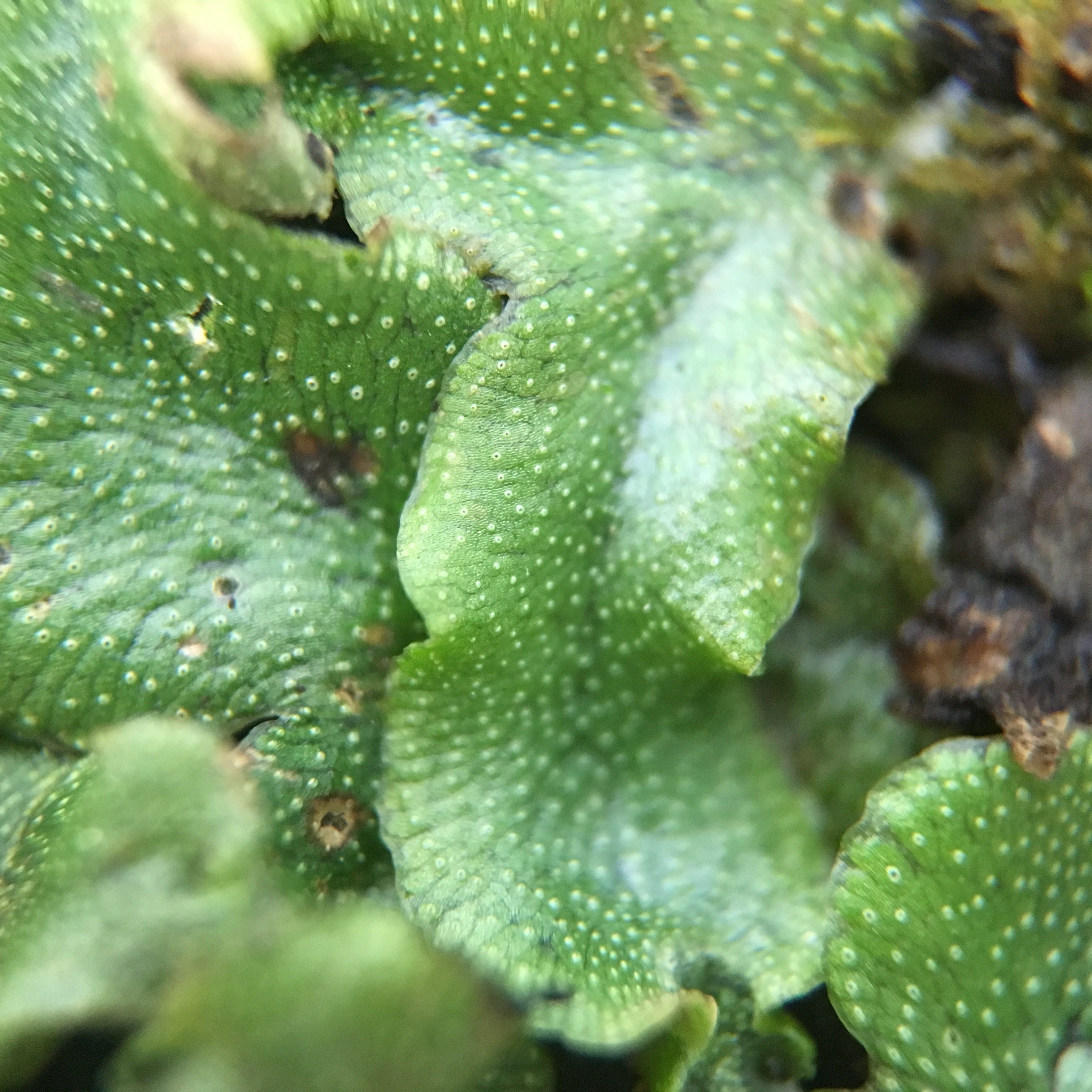
Talo com poros de Marchantia inflexa

## Diversidade Taxonômica[3]
- Bucegia Radi
- Achiton Corda
- Askepos Griff.
- Chlamidium Corda
- Chomiocarpon Corda
- Marchasta E.O. Campb.
- Marchantia L.
- Marchantiopsis Douin & R.C.V. Douin
- Marchantiolites Lundbl.
- Hygropyla Taylor